# Брігхем Янг (фільм)
«Брігхем Янг» (англ. Brigham Young) — американський біографічний вестерн режисера Генрі Гетевея 1940 року.

## Сюжет
Фільм розповідає історію кількох років життя Брігхема Янга — американського релігійного діяча, другого президента Церкви Ісуса Христа Святих останніх днів (широкій публіці відомої як секта мормонів) та засновника міста Солт-Лейк-Сіті.
Розповідь починається з 1844 року. Після вбивства Джозефа Сміта — засновника релігії мормонів і руху Святих останніх днів, Брігхем вирішує взяти на себе керівництво церквою і не дати пастві розійтися. Саме він, після розпочатого цькування мормонів владою США, став ініціатором «великого переселення» мормонів на захід 1846-47 рр. Під його керівництвом Мормони дійшли до Мексики, де й заснували місто Солт-Лейк-Сіті, що стала їх столицею. У 1851 році президентом США Міллардом Філлмором, Брігхем був призначений губернатором Юти.

## У ролях
- Тайрон Пауер — Джонатан Кент
- Лінда Дарнелл — Зіна Вебб
- Дін Джеггер — Брігхем Янг
- Брайан Донлеві — Ангус Дункан
- Джейн Дарвелл — Еліза Кент
- Джон Керредін — Портер Рокуелл
- Мері Астор — Мері Енн Янг
- Вінсент Прайс — Джозеф Сміт
- Джин Роджерс — Клара Янг
- Енн Е. Тодд — Мері Кент